# José Geraldo de Sousa Junior
José Geraldo de Sousa Junior (Rio de Janeiro, 29 de janeiro de 1947) é um jurista, professor universitário e pesquisador brasileiro adepto da teoria crítica do direito no Brasil, sendo um dos formuladores e sistematizadores da abordagem conhecida como "O Direito Achado na Rua".

## Biografia
José Geraldo de Sousa Júnior nasceu na cidade do Rio de Janeiro em 29 de janeiro de 1947, filho do militar José Geraldo de Sousa e da natalense Marlúcia Cavalcanti de Albuquerque. Sua mãe era filha do político, jurista e desembargador Floriano Cavalcanti de Albuquerque. Este desembargador Floriano Cavalcanti, avô de José Geraldo Júnior, foi deputado constituinte (1926) e candidato da UDN ao Governo do Rio Grande do Norte (1947), além de ter sido Diretor da Faculdade de Direito da UFRN e Professor nesta instituição de Introdução à Ciência do Direito.
Aos cinco anos, mudou-se para o Nordeste do Brasil, residindo posteriormente em São Paulo antes de se estabelecer em Brasília em 1971.
Seguindo a influência do seu avô materno, graduou-se em Ciências Jurídicas e Sociais pela Associação de Ensino Unificado do Distrito Federal (AEUDF) em 1973. Na Universidade de Brasília (UnB), concluiu o mestrado em Direito em 1981, sob orientação de Roberto Lyra Filho, e o doutorado em Direito, Estado e Constituição em 2008, orientado por Luis Alberto Warat.
Iniciou sua carreira profissional na advocacia e como Chefe da Assessoria Jurídica da Fundação do Serviço Social do Distrito Federal. Influenciado por seu avô, também jurista e professor, ingressou na carreira docente na UnB em 1985. Na universidade, tornou-se professor titular, coordenou o Programa de Pós-Graduação em Direitos Humanos e Cidadania e foi um dos idealizadores do projeto de extensão "O Direito Achado na Rua".
Exerceu o cargo de reitor da UnB entre novembro de 2008 e novembro de 2012, período durante o qual promoveu políticas de inclusão e expansão da universidade pública.
José Geraldo é casado com Nair Heloisa Bicalho de Sousa, professora de ciências sociais na Universidade de Brasília.

## O Direito Achado na Rua
A corrente teórica e prática do Direito denominada "O Direito Achado na Rua" teve suas bases lançadas por Roberto Lyra Filho e foi sistematizada e amplamente desenvolvida por José Geraldo de Sousa Júnior a partir da década de 1980. A proposta central é romper com a visão tradicional do direito enquanto produto exclusivo do Estado e das instituições formais (como tribunais e legislaturas). Em vez disso, reconhece que o direito também emerge das lutas sociais, das práticas comunitárias e das reivindicações por justiça que ocorrem nos espaços públicos – simbolizados pela "rua".
Segundo esta concepção, a "rua" representa a esfera pública onde sujeitos e grupos historicamente marginalizados (como trabalhadores, movimentos populares, comunidades indígenas, quilombolas, mulheres, população LGBTQIA+, entre outros) afirmam sua condição de sujeitos de direito e constroem novas formas de normatividade social. Ao lutarem por dignidade, igualdade e reconhecimento, esses grupos criam um direito "insurgente", contra-hegemônico e emancipatório, que expressa um sentido de justiça muitas vezes não contemplado (ou até contrariado) pela legislação oficial.
A abordagem se desdobra em práticas como:
- Projetos de extensão universitária que conectam a academia com as comunidades.
- Assessoria jurídica popular, voltada para movimentos sociais e grupos vulnerabilizados.
- Educação jurídica crítica e emancipatória.
- Produção teórica que articula direito, política, movimentos sociais e justiça social.

Os objetivos principais incluem a democratização do acesso à justiça, o reconhecimento de novos sujeitos coletivos de direito e a formação de profissionais do direito comprometidos com a transformação social.

## Principais Obras
José Geraldo de Sousa Júnior possui uma produção intelectual. Algumas de suas publicações de destaque incluem:
- ''Para uma Crítica da Eficácia do Direito'' (1984): Obra seminal onde analisa a relação entre direito e sociedade, questionando a efetividade das normas jurídicas na promoção da justiça social.
- "O Direito Achado na Rua'' (Organizador): Publicado pela primeira vez em 1987, com várias edições subsequentes, o livro reúne textos que fundamentam e exploram a concepção do direito que emerge das lutas sociais.

## Homenagens e Reconhecimento
Ao longo de sua carreira, José Geraldo de Sousa Júnior recebeu diversas homenagens por suas contribuições ao campo jurídico e à sociedade:
- Professor Emérito da Universidade de Brasília (UnB): Título outorgado em setembro de 2024, em cerimônia que destacou sua dedicação aos direitos humanos e a um direito inclusivo.[7]
- Membro Benemérito do Instituto dos Advogados Brasileiros (IAB): Reconhecimento concedido pela tradicional instituição jurídica brasileira.[5]
- Homenagem Internacional: Recebeu homenagem do Instituto de Interculturalidade de Puno, no Peru.